# Ai (dwuznak)
Ai – dwuznak składający się z liter A oraz I. Występuje w ortografii języka angielskiego i francuskiego. W międzynarodowej transkrypcji fonetycznej IPA jest oznaczany symbolem [eɪ] (dla angielskiego) i [ɛ] (dla francuskiego). Jako odpowiedniki fonetyczne w języku polskim odpowiadają jako ej (dla angielskiego) i e (dla francuskiego).